# Туркменский календарь
Туркменский календарь — календарь, введённый в 2002 году президентом Туркменистана Сапармуратом Ниязовым и отменённый Гурбангулы Бердымухамедовым в 2008 году. Календарь представлял собой григорианский календарь, все 12 месяцев которого, а также все 7 дней недели переименованы. Ранее в туркменском языке использовались названия месяцев, заимствованные из русского языка (в котором они, в свою очередь, имеют латинское происхождение); традиционные названия дней недели в туркменском — персидского происхождения.
Введённые в 2002 году названия связаны с различными элементами националистической идеологии, начавшей внедряться при Ниязове. Они употреблялись не только в туркменоязычной, но и в русскоязычной прессе Туркменистана (иногда традиционные названия добавлялись в скобках).

## Названия месяцев
- январь (Ýanwar) — «туркменбаши» (Türkmenbaşy aý),
- февраль (Fewral) — «байдак» (Baýdak aý, «месяц знамени»),
- март (Mart) — «новруз» (Nowruz aý, в честь восточного Нового года),
- апрель (Aprel) — «гурбансолтан-эдже» (Gurbansoltan aý, в честь матери президента Гурбансолтан-эдже),
- май (Maý) — «махтумкули» (Magtymguly aý, в честь великого тюркского поэта Махтумкули, классика Туркменистана),
- июнь (Iýun) — «огуз» (Oguzhan aý, в честь Огуз-хана — прародителя ветви тюрков — огузы, к которой относятся туркмены),
- июль (Iýul) — «горкут-ата» (Gorkut aý, Коркут — герой туркменского эпоса),
- август (Awgust) — «альп арслан» (Alp Arslan aý, Алп-Арслан — туркменский полководец),
- сентябрь (Sentýabr) — «рухнама» (Ruhnama aý, книга Туркменбаши),
- октябрь (Oktýabr) — «гарашсызлык» (Garaşsyzlyk aý, «месяц независимости»),
- ноябрь (Noýabr) — «санджар» (Sanjar aý, исторический деятель Туркменистана),
- декабрь (Dekabr) — «битараплык» (Bitaraplyk aý, «месяц нейтралитета»).

## Названия дней недели
Дни недели носили новоизобретённые тюркские названия:
- понедельник (Duşenbe) — башгюн (Başgün, главный день)
- вторник (Sişenbe) — яшгюн (Ýaşgün, молодой день)
- среда (Çarşenbe) — хошгюн (Hoşgün, благоприятный день)
- четверг (Penşenbe) — согапгюн (Sogapgün, праведный день)
- пятница (Anna) — аннагюн (Annagün, анна — традиционное персидское название пятницы, к которому добавлено тюркское «гюн»)
- суббота (Şenbe) — рухгюн (Ruhgün, духовный день, в честь «Рухнамы»)
- воскресенье (Ýekşenbe) — дынчгюн (Dynçgün, день отдыха).

## Отмена
1 июля 2008 Туркменистан вернулся к названиям месяцев из григорианского календаря, а также к традиционным персидским названиям дней недели.